# Soldier 2000

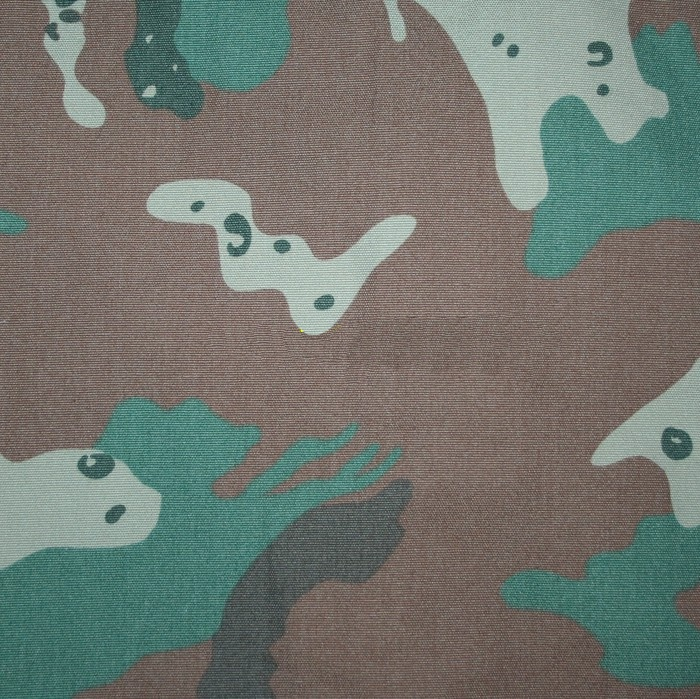
Un esempio di mimetica Soldier 2000

Il Soldier 2000 è un tipo di camuffamento militare per divise individuali sviluppato dal CSIR (Council for Scientific and Industrial Research) ed è attualmente in uso presso le Forze di Difesa Nazionale del Sudafrica (SANDF). È pensato per essere efficace in ogni periodo dell'anno e in tutti i tipi di terreni presenti in Sudafrica. È una mimetica a quattro colori: verde, marrone, color sabbia, nero.